# Presečnik
Presečnik je priimek več znanih Slovencev:
- Jakob Presečnik (*1948), inženir in politik
- Jernej Presečnik (*2002), smučarski skakalec